# Porta Soprana
La porta Soprana est une porte monumentale du XIIe siècle du centre historique de la ville de Gênes. Caractérisée par des tours jumelles à l'architecture médiévale, elle était autrefois l'entrée principale dans le système de fortification génois.

## Histoire
Elle est située sur l'ancien oppidum de la cité, aujourd'hui nommé piano di Sant'Andrea, proche de la maison de Christophe Colomb et du cloître de Sant' Andrea du XIIe siècle. Une inscription à caractère laudatif, placée sous sa voûte, la présente comme le symbole de la ville tandis qu'une autre inscription célèbre les batailles de Tortosa et d'Almeria (it).
Ceinturée par des murailles, l'expansion urbaine médiévale se fait verticalement. La porta Soprana n'échappe pas à la règle et, au XIVe siècle, entre les deux tours au-dessus de son arc, est construite une maison avec un étage puis surélevée d'un autre niveau au XVIIIe siècle. Toujours au XVIIIe siècle, les deux tours deviennent une prison.
Réduite à une superposition de structures, elle est restaurée en 1890 par l'architecte Alfredo d'Andrade, directeur de la Sovrintendenza di Belle Arti de la Ligurie et du Piémont. Toujours à la même période, la tour septentrionale fut remise en état ainsi que l'arc qui surplombe l'entrée de la porte ; furent intégrées aussi les sculptures des chapiteaux (les aigles de style roman pisan).
La tour méridionale resta cependant imbriquée dans un tissu urbain très dense jusqu'aux années 1930. À cette époque, la démolition du quartier de Ponticello permit sa restauration sous la direction d'Orlando Grosso (it).

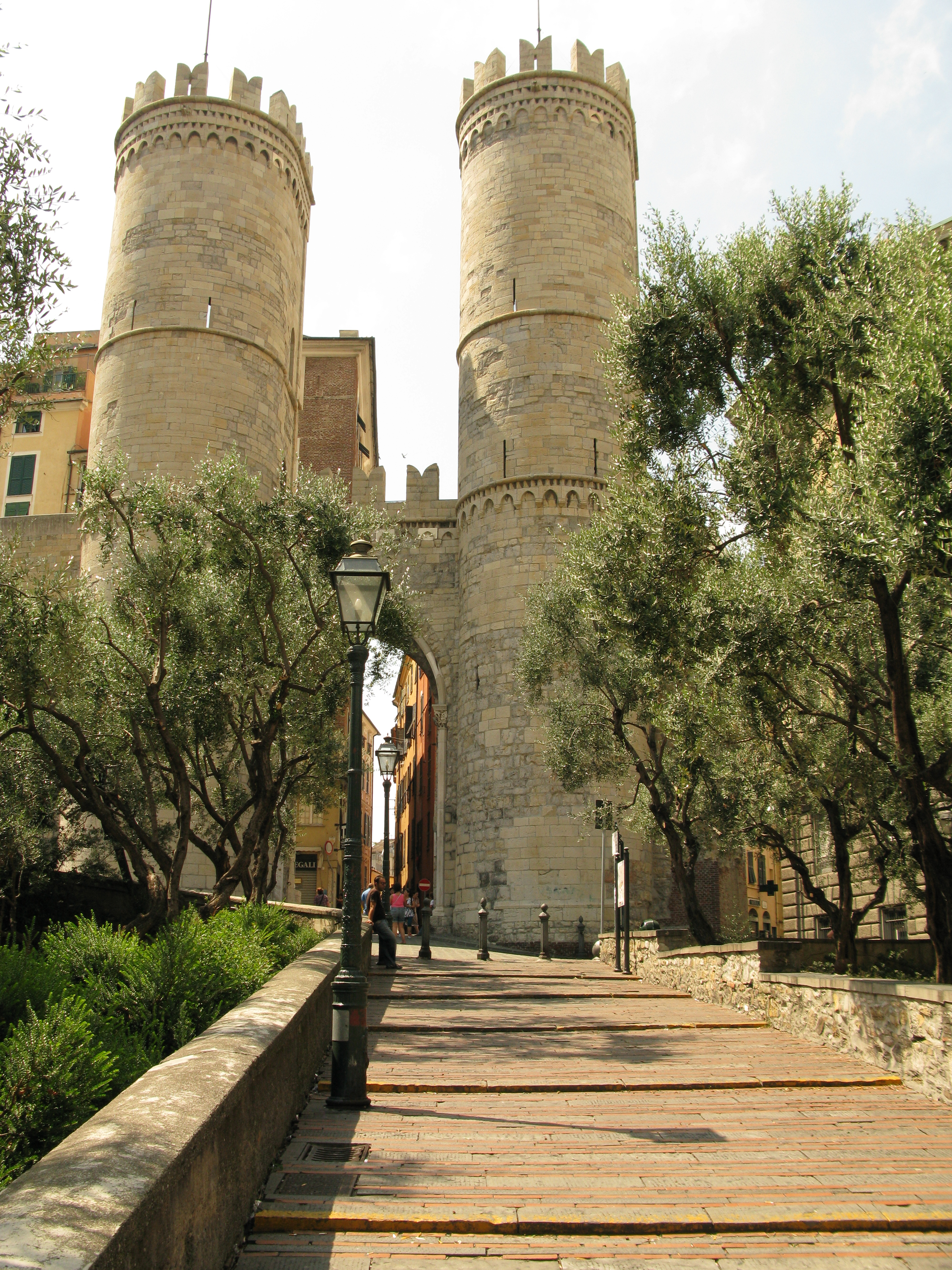
La porta Soprana.

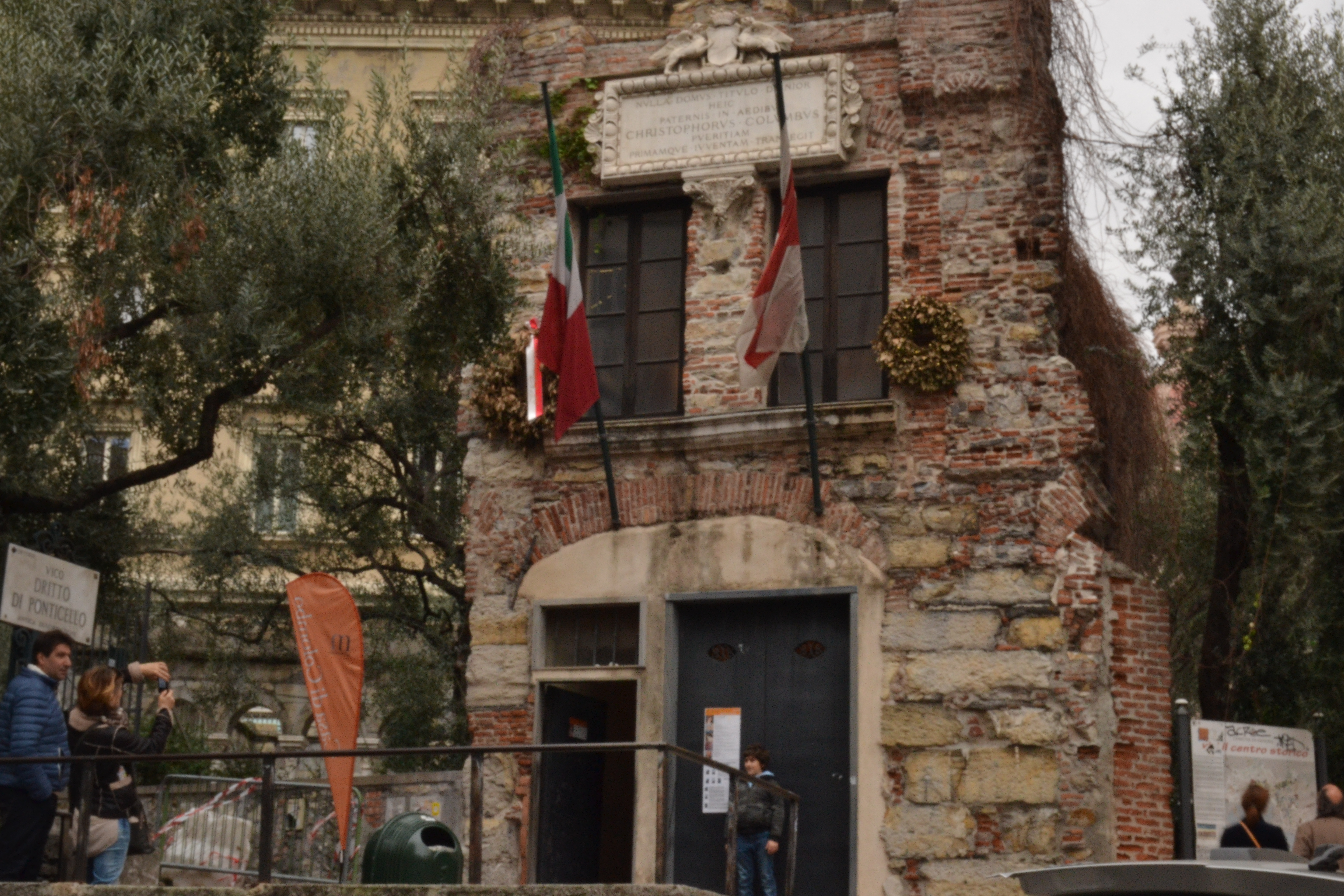
Maison de Christophe Colomb

## Inscription en latin
In nomine omnipotentis Dei, Patris et Filii et Spiritus Sancti, Amen.
Sum munita viris, muris circumdata miris
et virtute mea pello procul hostica tela.
Si pacem portas licet has tibi tangere portas,
si bellum queres tristis victusque recedes.
Auster et Occasus, Septemptrio novit et Ortus
quantos bellorum superavi Ianua motus.
In consulatu comunis Wilielmi Porci, Oberti Cancellarii, Iohannis Malaucelli et Wilielmi Lusii et placitorum Boiamundi de Odone, Bonivassalli de Castro, Wilielmi Stanconis, Wilielmi Cigale, Nicole Roce et Oberti Recalcati.

## Sources
- (it) Cet article est partiellement ou en totalité issu de l’article de Wikipédia en italien intitulé « Porta Soprana » (voir la liste des auteurs).